# Gare de Vallon
Gare de Vallon vasútállomás Franciaországban, Vallon-en-Sully településen.

## Vasútvonalak
Az állomást az alábbi vasútvonalak érintik:
- Bourges-Miécaze-vasútvonal

## Kapcsolódó állomások
A vasútállomáshoz az alábbi állomások vannak a legközelebb:
- Gare d’Urçay (Gare de Bourges, Bourges-Miécaze-vasútvonal)
- Gare de Magnette (Gare de Montluçon-Ville, Bourges-Miécaze-vasútvonal)